# Verrières-le-Buisson
Verrières-le-Buisson là một xã trong vùng hành chính Île-de-France, thuộc tỉnh Essonne, quận Palaiseau, tổng Bièvres. Tọa độ địa lý của xã là 48° 44' vĩ độ bắc, 02° 16' kinh độ đông. Verrières-le-Buisson nằm trên độ cao trung bình là 64 mét trên mực nước biển. Xã có diện tích 9,90 km², dân số vào thời điểm 1999 là 15.923 người; mật độ dân số là 1608 người/km².

## Các thành phố kết nghĩa
- Hövelhof, Đức, 1971
- Swanley, Anh, 1985,
- Zinado, Burkina Faso

## Nhân vật nổi tiếng
- Daniel Wildenstein